# Martin Michel (Wunderheiler)

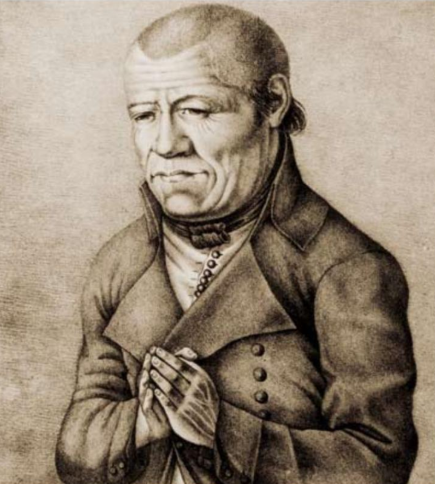
Porträt des Martin Michel (* 1759);
unbekannter Künstler

Martin Michel (geboren 1759 in Unterwittighausen; gestorben 29. Februar 1824), auch bekannt als „Schulze Märtle“ und „Wunderdoktor“, war ein deutscher Landwirt, Wunderheiler und Exorzist.

## Leben
Michel wuchs als viertes Kind von Ortsschultheiß Matthäus Michel in Unterwittighausen, einem heutigen Ortsteil der Gemeinde Wittighausen, in einfachen Verhältnissen auf. Als begabter Dorfschüler bekam Michel bereits in frühen Jahren Lateinunterricht und durfte zur Wissenserweiterung auch regelmäßig zu den im benachbarten Bütthard ansässigen Jesuiten gehen. Im Alter von zwölf Jahren erkrankte Michel. Sein Zustand verschlechterte sich zusehends und er hatte für mehrere Jahrzehnte Beschwerden. Dadurch konnte er der bäuerlichen Arbeit nicht mehr nachgehen und verbrachte seine Krankheitstage mit dem Studium religiöser Literatur. Dazu gehörten auch Bücher mit mystisch-exorzistischem Inhalt. Mit gewonnenem Gottvertrauen wandte Michel „evangelische Heilmittel“ an sich selbst an. Die Hilfe und Heilung sei laut Michel augenblicklich spürbar gewesen und seine Beschwerden verschwanden. In der Folge konnte er wieder der bäuerlichen Arbeit nachgehen.
Michel begann, sein eigenes, erkranktes Vieh zu heilen. Nachdem er unter Anwendung christlicher Symbolik sowie exorzistischer Praktiken auch bei fremden Tieren Heilungserfolg hatte, wurde er über die Ortsgrenzen hinaus bekannt. Leidende Menschen begannen nach Unterwittighausen zu pilgern. Von besonderer Tragweite waren zwei Heilungen im Jahre 1821, als Michel den Fürsten Alexander zu Hohenlohe und Prinzessin Mathilde von Schwarzenberg heilte. Diese Ereignisse riefen auch die damalige Presse auf den Plan. Zweifel wurden von verschiedenen Seiten angeregt. Bereits 1819 erhielt Michel den polizeilichen Befehl, seine „Wunderkuren bei Correktionshausstrafe zu unterlassen“. Auch die Kirche stellte sich gegen Michel. Der betrieb seine Heilungen jedoch weiter, da er „nichts Unrechtes, Schädliches treibe, sondern nur bete, was nicht verboten werden könne“.
Im Jahre 1824 starb Michel an einer Lungenentzündung. Er wurde an der Wittighäuser Allerheiligenkirche beerdigt. Bereits 1830, als der Friedhof an seinen heutigen Ort verlegt wurde, ging sein Grab verloren.

## Werke über Martin Michel
- Carl Gottfried Scharold: Lebensbeschreibung des Bauersmannes Martin Michel zu Unterwittighausen im Großherzogthume Baden, welcher verschiedene Krankheiten durch Gebet heilet, 28 Seiten, Sartorius Verlag, Würzburg 1821.
- Sigmund Lahner: Der Wunderdoktor. Martin Michel, ein Hoffungsstrahl für alle Kranken, 1940.

## Trivia
Die Gemeinde Wittighausen benannte eine Straße nach Michel.